# Берат (грамота)

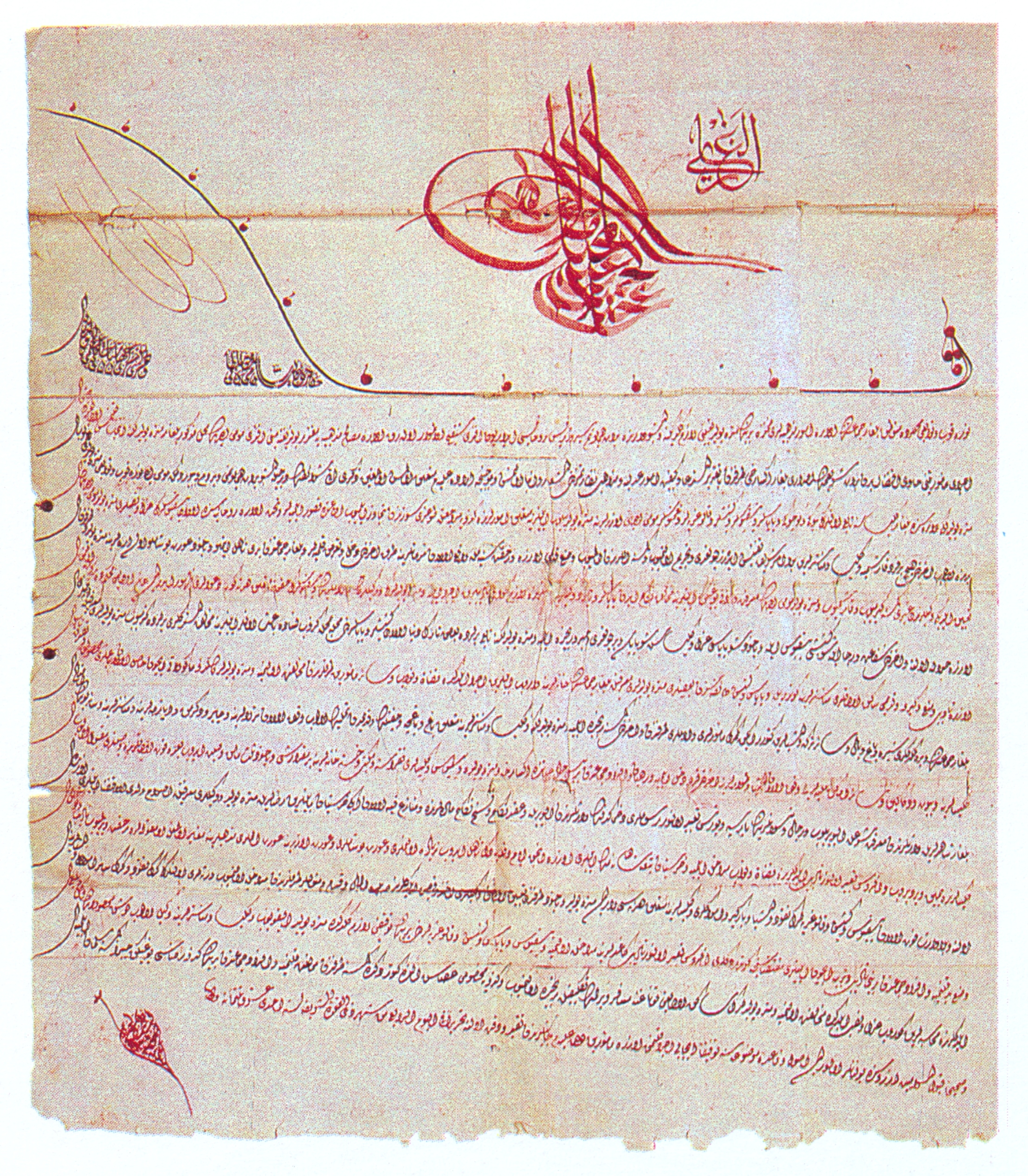
Берат щодо призначення митрополита Іларіона в Неврокопську єпархію, 1894

Берат — султанська грамота на володіння землею чи призначення на посаду в Османській імперії.
Берати також надавалися представникам немусульманських конфесій на право керування громадою, а також для консульського захисту іншовірців. 